# Margareten (Wien)
Margareten ( [ˌmaʁɡaˈʀeːtn̩] ?) er den 5. af Wiens 23 bydele (bezirke).
Bydelen Margareten blev dannet af syv tidligere selvstændige forstæder:
- Hundsturm
- Hungelbrunn
- Laurenzergrund
- Margareten
- Matzleinsdorf
- Nikolsdorf
- Reinprechtsdorf

Forstaden Margareten udviklet sig fra en ejendom med samme navn, som senere blev ombygget til et slot. Dette slot blev ødelagt under første og anden tyrkiske belejring af Wien, men blev genopbygget begge gange. Lige ved lå forstaden Nikolsdorf, som systematisk blev udbygget i perioden 1555-68, og er navngivet efter Nikolaus Olai. Forstaden Matzleinsdorf opstod i 1130, og er en af de ældste kendte forstæder i Wien. Dette område var ejet af den gamle østrigske adelsslægt Babenberg. 
Navnet på forstaden Laurenzergrund kommer fra et område i Matzleindorf med flodløbet Laurenzer. Efter at nonneklosteret her blev bygget på ordre af Kejser Joseph II blev forstaden en selvstændig by. 
Reinprechtsdorf var en landsby i middelalderen, men var fraflyttet en periode, og fungerede kun som et kortpunkt. I 1730 begyndte der igen at bygges boliger her. I nærheden blev der bygget en jagthytte, og fra denne fik forstaden Hundsturm sit navn. Jagthytten blev senere revet ned og erstattet med et fort, som blev revet ned i 1885. 
Disse seks områder, sammen med flere andre, blev 5. marts 1850 slået sammen til Wiens fjerde distrikt, Wieden. Efter en lang debat over de forskellige sociale kår, som indbyggerne havde, blev det i 1861 besluttet at udskille det femte distrikt. I 1873 mistede dette distrikt sin sydligste del til det tiende distrikt, Favoriten. Siden dette er det tidligere landlige område blevet et tæt befolket bysamfund med mange arbejdere og store boligblokke. 
Distriktet havde pr 2004 51.434 indbyggere fordelt på 2,01 km2. 